# Notosacantha nathani
Notosacantha nathani es una especie de insecto coleóptero de la familia Chrysomelidae.
Fue descrita científicamente en 1991 por Borowiec & Takizawa.